# Ангиогенин
Ангиогенин — полипептид, вовлеченный в процесс ангиогенеза (образование новых сосудов). В отличие от других факторов ангиогенеза, ангиогенин обладает ферментативной активностью и его аминокислотная последовательность на 33 % сходна с последовательностью бычьей панкреатической рибонуклеазы (РНК-аза А). Ангиогенин разделяет общие каталитические свойства с рибонуклеазой (разрушает 3'-связь пиримидинов по механизму трансфосфорилирование/гидролиз), но его активность существенно отличается и по величине, и по специфичности.
Хотя ангиогенин содержит те же ключевые остатки аминокислот в активном центре, что и РНК-аза А, он расщеплет стандартные субстраты для РНК-аз в 105 — 106 медленнее, чем панкреатическая рибонуклеаза. Несмотря на эту очевидную слабость, каталитическая активность ангиогенина важна для его биологической роли: замена аминокислот в активном центре параллельно снижает и нуклеазную активность, и стимулирующее влияние на ангиогенеза, а замена, усиливающая ферментативную активность, стимулирует способность индуцировать пролиферацию сосудов.
Ангиогенин также может функционировать в качестве тРНК-специфической нуклеазы, связывающийся с актином на поверхности эндотелиальных клеток. Связавшись ангиогенин подвергается эндоцитозу, затем транслоцируется в ядро, обеспечивая эндотелиальную инвазивность, необходимую для формирования кровеносных сосудов. Ангиогенин индуцирует ангиогенез как в нормальных, так и в опухолевых тканях. Помимо этого он снижает уровень синтеза белка путём гидролиза клеточной тРНК.